# 如水館バンコク
如水館バンコク（じょすいかんバンコク、タイ語: โรงเรียนนานาชาติโจซูอิกัน กรุงเทพ）はタイ王国・バンコク・ミンブリー区にある日系のインターナショナル・スクール。

## 概要
4万人を超す日本人が在住しながらも日系高校がないという状況にあったタイ国内において「日本人教員による、日本語を使った、日本のカリキュラムに準じた教育」の実現、海外で活躍する日本人の家族が安心して滞在できるための子女教育の場を提供することをめざし設置されたタイ初の日系高校。授業は如水館高等学校の特進コースに準じており、日本の大学受験に対応できるカリキュラムが組まれている。英語、タイ語・タイ文化の授業にも力をいれている。

## 沿革
- 2008年 - 私立学校Youth Exchange School内に2008年4月に日本人クラスとして開校。
- 2008年 - 11月に新校舎を獲得し、インターナショナルスクールとして独立。
- 2012年 - 如水館バンコク(高等部)として在外教育機関の認可を得る。

## 建学の精神
水の如くなくてならない人になれ

## 教育方針
特色ある教育
全学年で行われる、週1回の母語話者によるタイ語の授業が行われている。また、高校1年ではそれに加えてタイの文化を肌で感じることができる「タイ文化」の授業もある。
海外在住という強みをより生かすために、全学年（高3では理系を除く）で母語話者による英会話の授業が毎日行われている。
土曜特別授業
毎月2回または3回、土曜特別授業が学校で行われている。2014年度まで参加するかどうかは生徒の意志であったが、2015年度より全員参加の授業となった。

## 年間行事
- 水華祭（文化祭）

6月に行われる。展示は各学年ごとに、舞台発表ではクラスや部活動、気の合う仲間単位でチームを組んで準備をし発表する。文化祭準備のために定刻下校をせず、放課後も残って活動することもある。タイの現地の高校を誘致する試みもあった。
- 体育祭

12月に行われる。組み分けはアルファベットのA~Dを使い、生徒会が考案したメンバーで振り分けられる。バスケットボール、バレーボール等の基本的な種目から、借り物競争といった珍しい種目まで盛り込まれている。4～5種目の競技の得点を争い、上位3チームが表彰される。平成23年からは午前の部が体育祭、午後の部が三送会という構成になった。この日の給食は保護者が来校し、食事を作る為に日本食である。
- ボランティア活動

平成22年から始まった生徒会企画の試みであり、洪水の被害にあった小学校や病院へのボランティア活動などが年に2回～3回、不定期に行われている。生徒の参加は自由である。
- その他の行事

その他の行事としては、他校の文化祭へ参加し、舞台発表を学校全体で行う活動がある。平成23年度では泰日工業大学、平成24年度ではナワミン高等学校の文化祭に参加しダンスを披露した。